# 瓦尔达翁
瓦尔达翁（法語：Valdahon，法語發音：[valdaɔ̃]），法国东部城市，勃艮第-弗朗什-孔泰大区杜省的一个市镇，隶属于蓬塔利耶区，其市镇面积为25.51平方公里，2022年1月1日时人口数量为5,715人，在法国城市中排名第1,915位。
瓦尔达翁位于杜省中南部，贝桑松－勒洛克勒铁路线上，是一个区域性的中心城市，有多条公路在此交汇。瓦尔达翁因其境内的陆军军营而闻名，后者始建于1905年，现为法国军事工程第十三团的驻地。

## 地名来源
根据当地官方网站的论述，“瓦尔达翁”一名与流经当地的溪流有关，该河最初于公元1180年以“Auns”的形式被记载，后逐渐衍变成为“Dahon”。

## 历史

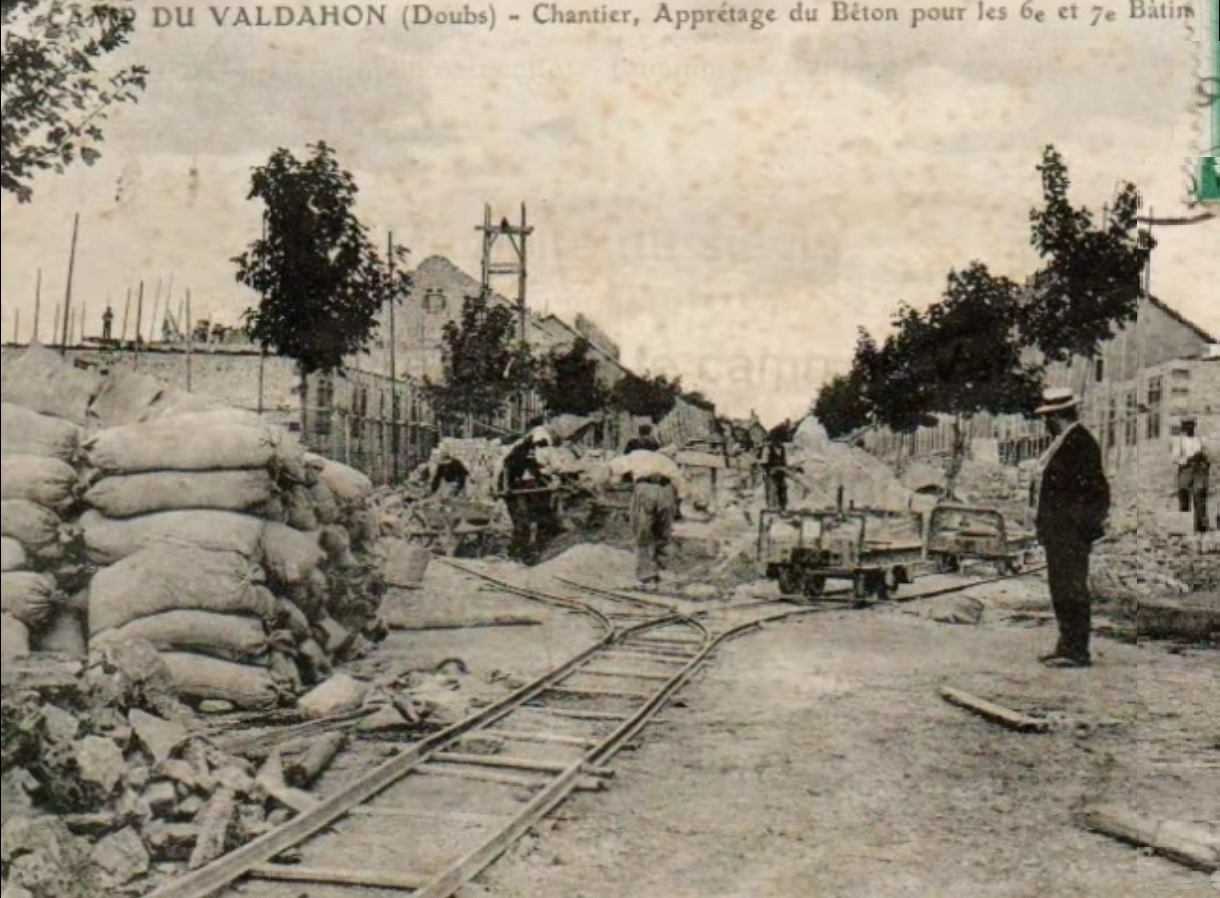
20世纪初建筑中的瓦尔达翁军营

瓦尔达翁的早期历史尚不清楚，当地最初于公元12世纪被记载，彼时该地为西孔家族的一处领地，隶属于勃艮第伯国。中世纪末期，瓦尔达翁所处区域曾被多个家族及王国争夺，当地村落建筑遭到严重破坏。法国大革命后，瓦尔达翁境内的三个村落：伊斯（Yise）、瓦（Oye）和纳唐（Nathan）合并成为杜省的一个市镇。1884年，途径瓦尔达翁的贝桑松－勒洛克勒铁路建成通车。1905年起，法国政府为加强该国东部地区的防御，在瓦尔达翁境内修建了陆军军营。两次世界大战期间，瓦尔达翁共计约50人遇难。二战后，得益于军事接待活动的发展以及通勤列车的开行，瓦尔达翁人口数量逐年增加。

## 地理

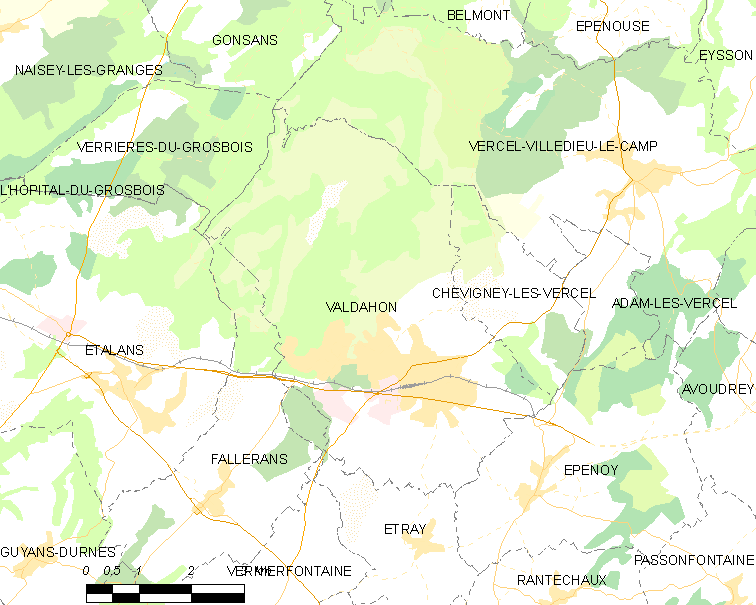
瓦尔达翁市镇范围地图

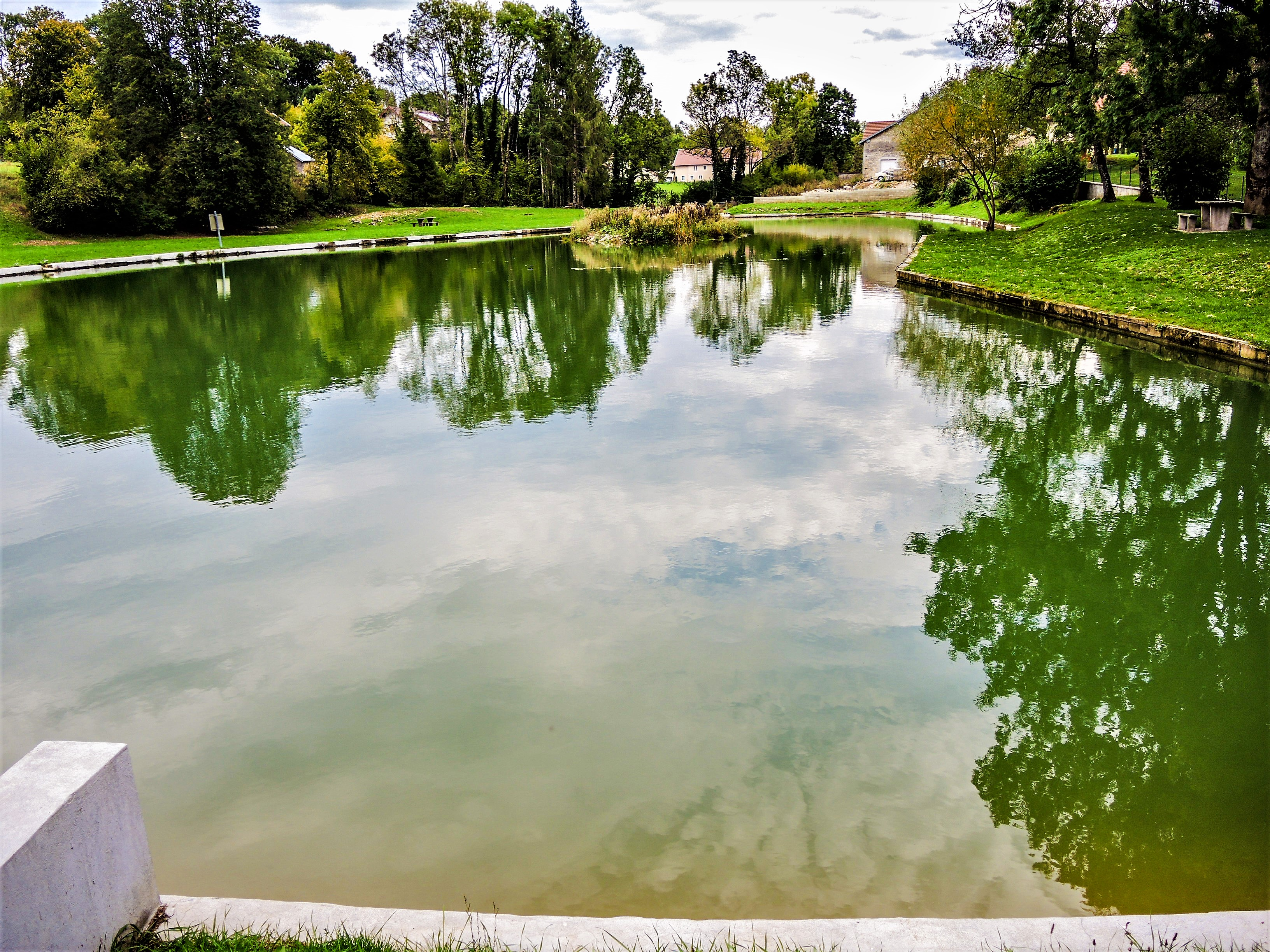
瓦尔达翁境内的一处湖泊

瓦尔达翁位于法国东部，勃艮第-弗朗什-孔泰大区东部和杜省中南部，距离省会贝桑松大约31公里。与瓦尔达翁接壤的市镇包括：埃特赖、舍维涅莱韦尔塞勒、埃普努瓦、埃塔朗、法勒朗、韦尔塞勒-维勒迪约勒康。

### 地形
瓦尔达翁位于汝拉山北部地区，境内以丘陵和浅丘为主，市镇中心地势较为平坦，全境海拔在551到736米之间。

### 水文
瓦尔达翁位于罗讷河流域范围内，一条自南向北的溪流流经瓦尔达翁市区，该河最终渗入地下。

### 植被
瓦尔达翁属于温带阔叶混交林区，林地广泛分布于市区北部和西部地区。
在鲜花城市的评比中，瓦尔达翁被评为2星级鲜花城市。

### 气候
瓦尔达翁在柯本气候分类法中属于带有山地及海洋性特征的温带大陆气候。
距离瓦尔达翁最近的常年气象站位于埃普努瓦境内，以下为该气象站的数据（其中日照数据取自贝桑松）：
| 埃普努瓦 1981年－2019年 | 埃普努瓦 1981年－2019年 | 埃普努瓦 1981年－2019年 | 埃普努瓦 1981年－2019年 | 埃普努瓦 1981年－2019年 | 埃普努瓦 1981年－2019年 | 埃普努瓦 1981年－2019年 | 埃普努瓦 1981年－2019年 | 埃普努瓦 1981年－2019年 | 埃普努瓦 1981年－2019年 | 埃普努瓦 1981年－2019年 | 埃普努瓦 1981年－2019年 | 埃普努瓦 1981年－2019年 | 埃普努瓦 1981年－2019年 |
| 月份                    | 1月                     | 2月                     | 3月                     | 4月                     | 5月                     | 6月                     | 7月                     | 8月                     | 9月                     | 10月                    | 11月                    | 12月                    | 全年                    |
| ----------------------- | ----------------------- | ----------------------- | ----------------------- | ----------------------- | ----------------------- | ----------------------- | ----------------------- | ----------------------- | ----------------------- | ----------------------- | ----------------------- | ----------------------- | ----------------------- |
| 历史最高温 °C（°F）     | 20.1 (68.2)             | 18.3 (64.9)             | 21.6 (70.9)             | 25.2 (77.4)             | 30 (86)                 | 32 (90)                 | 34 (93)                 | 36.4 (97.5)             | 28.2 (82.8)             | 28.4 (83.1)             | 22.8 (73.0)             | 17.3 (63.1)             | 36.4 (97.5)             |
| 平均高温 °C（°F）       | 4.5 (40.1)              | 5.2 (41.4)              | 8.5 (47.3)              | 12.5 (54.5)             | 17 (63)                 | 20.7 (69.3)             | 22.4 (72.3)             | 22.1 (71.8)             | 17.6 (63.7)             | 14.2 (57.6)             | 7.9 (46.2)              | 4.6 (40.3)              | 13.1 (55.6)             |
| 日均气温 °C（°F）       | 1.3 (34.3)              | 1.7 (35.1)              | 4.5 (40.1)              | 8 (46)                  | 12.4 (54.3)             | 15.7 (60.3)             | 17.5 (63.5)             | 17.3 (63.1)             | 13.3 (55.9)             | 10.2 (50.4)             | 4.6 (40.3)              | 1.6 (34.9)              | 9 (48)                  |
| 平均低温 °C（°F）       | −2 (28)                 | −1.8 (28.8)             | 0.5 (32.9)              | 3.4 (38.1)              | 7.7 (45.9)              | 10.7 (51.3)             | 12.7 (54.9)             | 12.6 (54.7)             | 9 (48)                  | 6.3 (43.3)              | 1.3 (34.3)              | −1.4 (29.5)             | 4.9 (40.8)              |
| 历史最低温 °C（°F）     | −16.6 (2.1)             | −18.8 (−1.8)            | −17.3 (0.9)             | −7.9 (17.8)             | −1.9 (28.6)             | −0.4 (31.3)             | 4.9 (40.8)              | 3.2 (37.8)              | 0.3 (32.5)              | −7.1 (19.2)             | −12 (10)                | −17.7 (0.1)             | −18.8 (−1.8)            |
| 平均降水量 mm（）       | 94.6 (3.72)             | 91 (3.6)                | 103.3 (4.07)            | 104.8 (4.13)            | 137.8 (5.43)            | 110.7 (4.36)            | 113.5 (4.47)            | 139.6 (5.50)            | 123.2 (4.85)            | 134.3 (5.29)            | 122.8 (4.83)            | 129.5 (5.10)            | 1,405.1 (55.32)         |
| 月均日照時數            | 75.1                    | 95.5                    | 142.1                   | 176.1                   | 206.6                   | 230.4                   | 244.1                   | 232.3                   | 175.8                   | 132.6                   | 72.7                    | 53                      | 1,836.3                 |
| 来源：infoclimat.fr     |                         |                         |                         |                         |                         |                         |                         |                         |                         |                         |                         |                         |                         |

## 行政区划
瓦尔达翁的市镇编号为25578，邮政编号为25800。
在行政管理方面，瓦尔达翁隶属于法国勃艮第-弗朗什-孔泰大区杜省蓬塔利耶区；在地方选举方面，瓦尔达翁是瓦尔达翁县的中央投票站所在地，其市镇范围全境被划入杜省第五选区；在社会管理方面，瓦尔达翁是上杜门市镇公共社区的办公驻地。
法国国家统计与经济研究所（简称）在进行数据统计时，将瓦尔达翁单独设为城市核心区以及瓦尔达翁城市区。自2020年起，瓦尔达翁城市区被包含22个市镇的瓦尔达翁城市辐射区代替。此外，还将瓦尔达翁市镇整体看作一个“块区”（IRIS），以便于统计人口分布情况。

## 交通

### 公路
杜省省道D50线和D461线在瓦尔达翁境内交汇。勃艮第-弗朗什-孔泰大区下属的城际客运提供巴士线路，可前往周边部分市镇。
| 5 | 34 |

| 贝桑松 | 31 |

| 蓬塔利耶 | 31 |

| 洛皮塔勒-迪格罗布瓦 | 11 |

2018年，82.5%的瓦尔达翁家庭拥有至少一辆私人汽车。2019年，瓦尔达翁境内共发生各类交通事故1起，造成1人受伤。

### 铁路

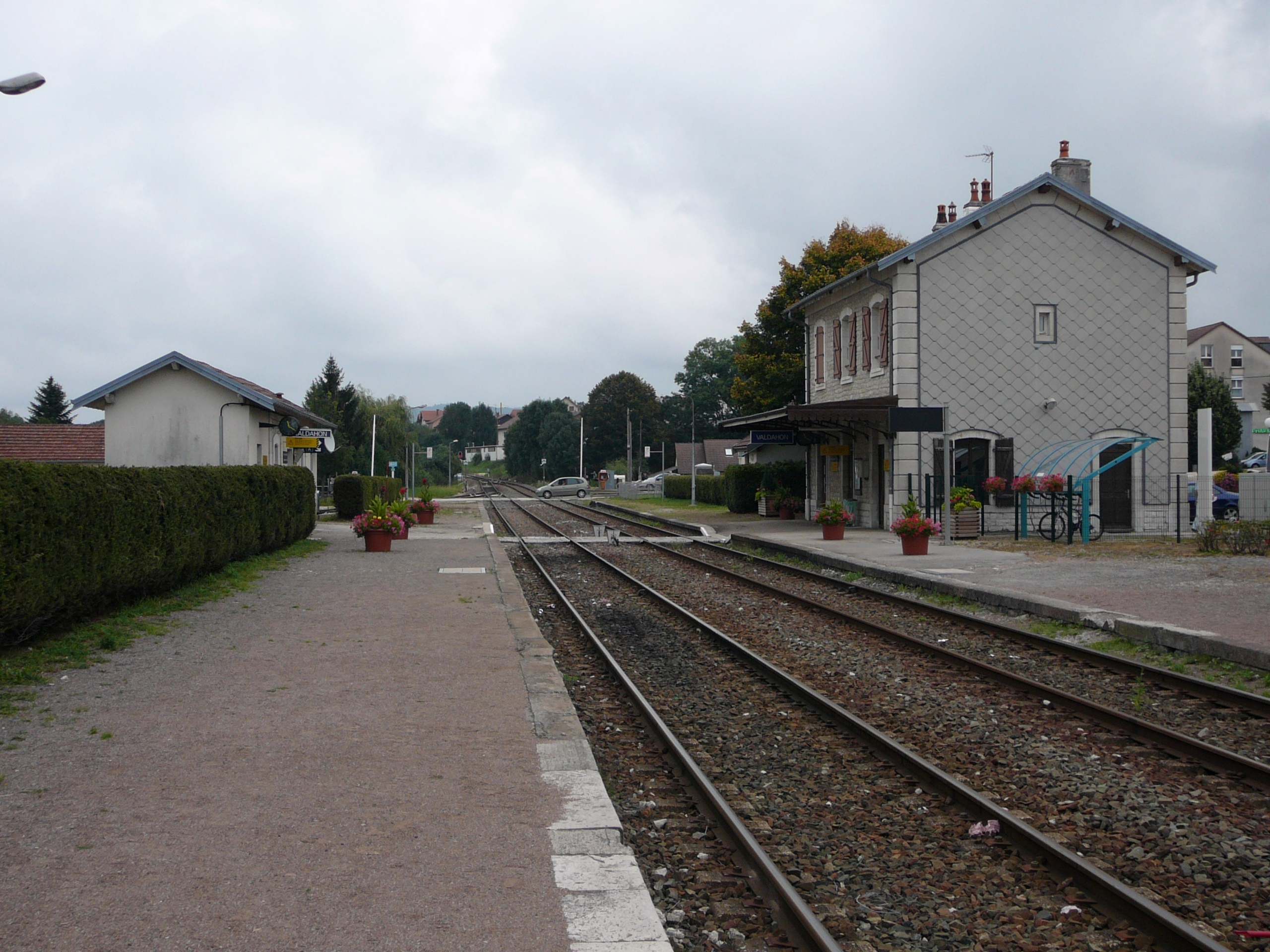
勒瓦尔达翁站

瓦尔达翁位于贝桑松－勒洛克勒铁路上。勒瓦尔达翁火车站和勒瓦尔达翁军营站分别位于市区中部和西部，两站均停靠往返于贝桑松和莫尔托一线的区域列车。

### 航空
距离瓦尔达翁最近的民用航空站为多勒机场，距离瓦尔达翁市中心的公路里程约90公里。

### 城市公共交通
截至2022年8月，瓦尔达翁暂无城市公共交通系统。

## 政治

### 市政内阁

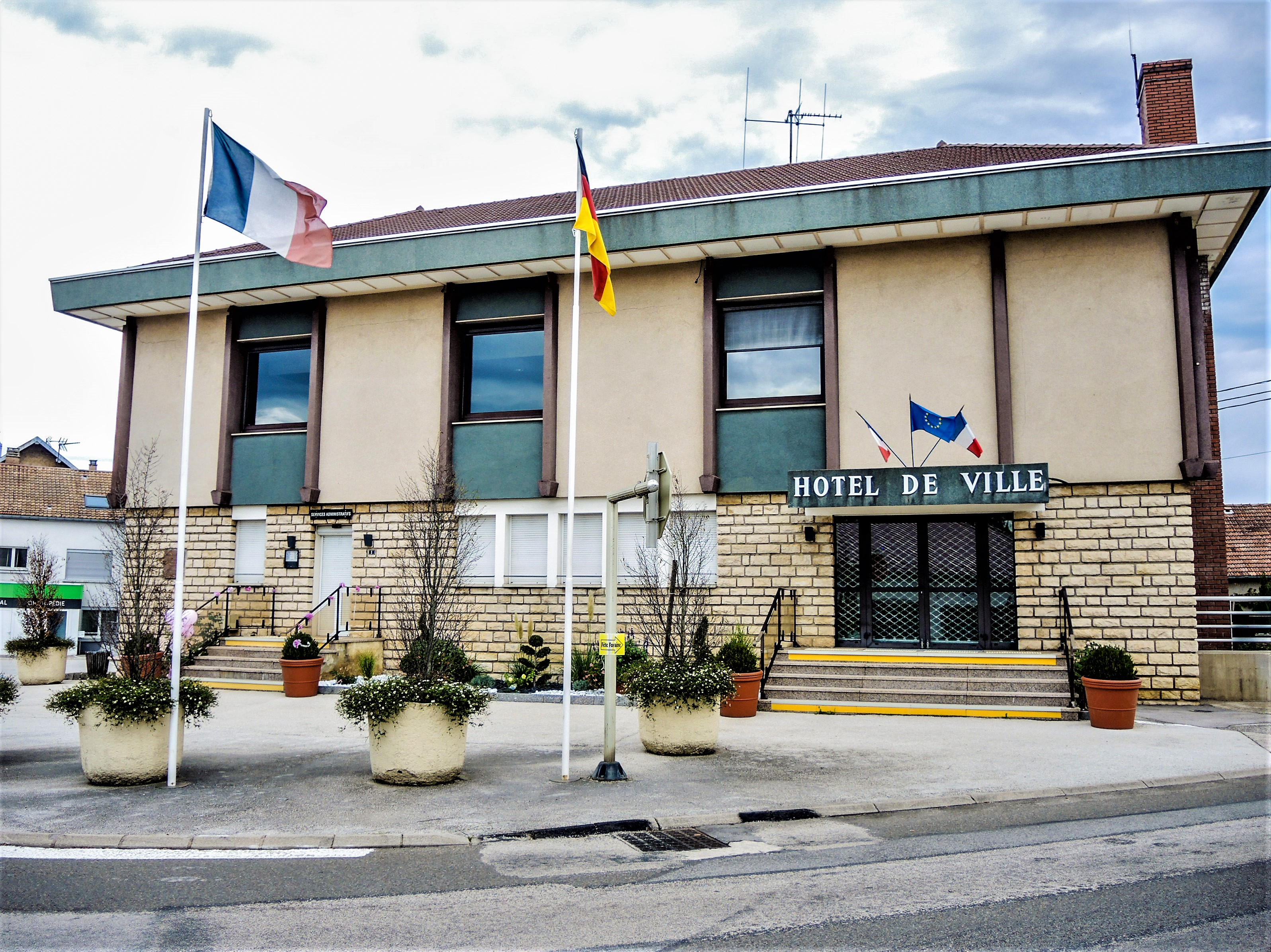
瓦尔达翁市政厅

瓦尔达翁的现任市长为茜尔维·勒伊尔女士（Sylvie LE HIR），她是一名右翼无党派人士，在2020年的市政选举中获得了54.62%的支持率。
| 瓦尔达翁历届市长       | 瓦尔达翁历届市长             | 瓦尔达翁历届市长            |
| 任期                   | 市长                         | 党派                        |
| ---------------------- | ---------------------------- | --------------------------- |
| 1944年－1959年         | Henri VIENNET 亨利·维耶内    | DVD右翼无党派人士           |
| 1959至1971年间资料暂缺 |                              |                             |
| 1971年－1983年         | Denise VIENNET 德尼丝·维耶内 | DVD右翼无党派人士           |
| 1983年－1989年         | Pierre NICOT 皮埃尔·尼科     | 不详                        |
| 1989年－1990年         | Jean MARRON 让·马龙          | 不详                        |
| 1990年－1993年         | Robert HUMBERT 罗贝尔·安贝尔 | 不详                        |
| 1993年－1995年         | Pierre NICOT 皮埃尔·尼科     | 不详                        |
| 1995年－2014年         | Léon BESSOT 莱昂·贝索        | DVG左翼无党派人士           |
| 2014年－2020年         | Gérard LIMAT 热拉尔·利马     | PS社会党                    |
| 2020年－               | Sylvie LE HIR 茜尔维·勒伊尔  | LREM复兴 →DVD右翼无党派人士 |

### 各级选举
| 瓦尔达翁历届投票选举结果 | 瓦尔达翁历届投票选举结果 | 瓦尔达翁历届投票选举结果 | 瓦尔达翁历届投票选举结果 | 瓦尔达翁历届投票选举结果             | 瓦尔达翁历届投票选举结果 | 瓦尔达翁历届投票选举结果 | 瓦尔达翁历届投票选举结果             | 瓦尔达翁历届投票选举结果 | 瓦尔达翁历届投票选举结果 |
| 选举项目                 | 选举范围                 | 选区单位                 | 选区单位内的选举结果     | 选区单位内的选举结果                 | 选区单位内的选举结果     | 选区单位内的选举结果     | 选区单位内的选举结果                 | 选区单位内的选举结果     | 参考资料                 |
| 选举项目                 | 选举范围                 | 选区单位                 | 第一轮胜出者             | 第一轮胜出者                         | 支持率                   | 第二轮胜出者             | 第二轮胜出者                         | 支持率                   | 参考资料                 |
| ------------------------ | ------------------------ | ------------------------ | ------------------------ | ------------------------------------ | ------------------------ | ------------------------ | ------------------------------------ | ------------------------ | ------------------------ |
| 2017年法國總統選舉       | 法國                     | 市镇                     |                          | 玛丽娜·勒庞                          | 26.7%                    |                          | 埃马纽埃尔·马克龙                    | 59.35%                   | [ 22 ]                   |
| 2017年法国立法选举       | 杜省第五选区             | 市镇                     |                          | 茜尔维·勒伊尔                        | 41.48%                   |                          | 安娜·热纳瓦尔                        | 52.34%                   | [ 22 ]                   |
| 2019年欧洲议会选举       | 法國                     | 市镇                     |                          | 若尔丹·巴尔代拉                      | 25.15%                   | （不适用）               | （不适用）                           | （不适用）               | [ 24 ]                   |
| 2021年法国省级选举       | 杜省                     | 县                       |                          | 帕特里西娅·利姆-维埃耶 蒂埃里·韦尼耶 | 39.22%                   |                          | 帕特里西娅·利姆-维埃耶 蒂埃里·韦尼耶 | 58.05%                   | [ 25 ]                   |
| 2021年法国省级选举       | 杜省                     | 市镇                     |                          | 茜尔维·勒伊尔 米歇尔·莫雷尔          | 44.69%                   |                          | 茜尔维·勒伊尔 米歇尔·莫雷尔          | 63.85%                   | [ 25 ]                   |
| 2021年法国大区选举       |                          | 市镇                     |                          | 吉勒·普拉特雷                        | 27.39%                   |                          | 玛丽-吉特·迪费                       | 38.67%                   | [ 26 ]                   |
| 2022年法国总统选举       | 法國                     | 市镇                     |                          | 埃马纽埃尔·马克龙                    | 30.8%                    |                          | 埃马纽埃尔·马克龙                    | 54.4%                    | [ 22 ]                   |
| 2022年法国立法选举       | 杜省第五选区             | 市镇                     |                          | 安娜·热纳瓦尔                        | 35.13%                   |                          | 安娜·热纳瓦尔                        | 65.04%                   | [ 22 ]                   |

## 人口
2019年，瓦尔达翁市镇人口数量为5,748，在法国排名第1,915位。其中男性3,062人，女性2,686人，75岁及以上人口占7%，外籍人口数量为126人，人口密度为225人/平方公里，当地居民被称为（男性）或（女性）。2020年，瓦尔达翁境内出生59人，死亡人口43人。
| 瓦尔达翁1901年－2019年人口变化情况 |
|                                    |
| 数据来源：Cassini、INSEE           |

## 经济
瓦尔达翁是一个区域性的中心城市。截止2022年8月，瓦尔达翁市镇范围内共有各类用人单位（包含自雇）746家，平均历史为15年，其中99.08%为中小型企业（PME），2022年6月至8月间，当地的经济活力指数为1.07%。（零售）、（美容产品销售）及（餐饮）是当地2021年营业额最高的三个企业，分别为20,828,699欧元、179,177欧元和47,958欧元。

## 财政与居民收入
2020年，瓦尔达翁的财政收入总额为4,990,020欧元，财政支出总额为4,416,940欧元，当年的债务总额为4,981,230欧元。2021年，瓦尔达翁市镇共获得1,123,979欧元的国家财政补助，比上一年增加了5.23%。
2019年，瓦尔达翁的人均月收入总额为2,011欧元，其中高级职员为3,564欧元，低于法国平均水平（4,230欧元）；中级职员为2,244欧元，低于法国平均水平（2,411欧元）；普通职员为1,657欧元，亦低于法国平均水平（1,740欧元）。
2018年，瓦尔达翁境内的青壮年（15至64岁）失业率为9.0%，当地55.4%的家庭拥有纳税资格，平均纳税2,496欧元，低于法国平均水平（3,910欧元）。

## 社会事务

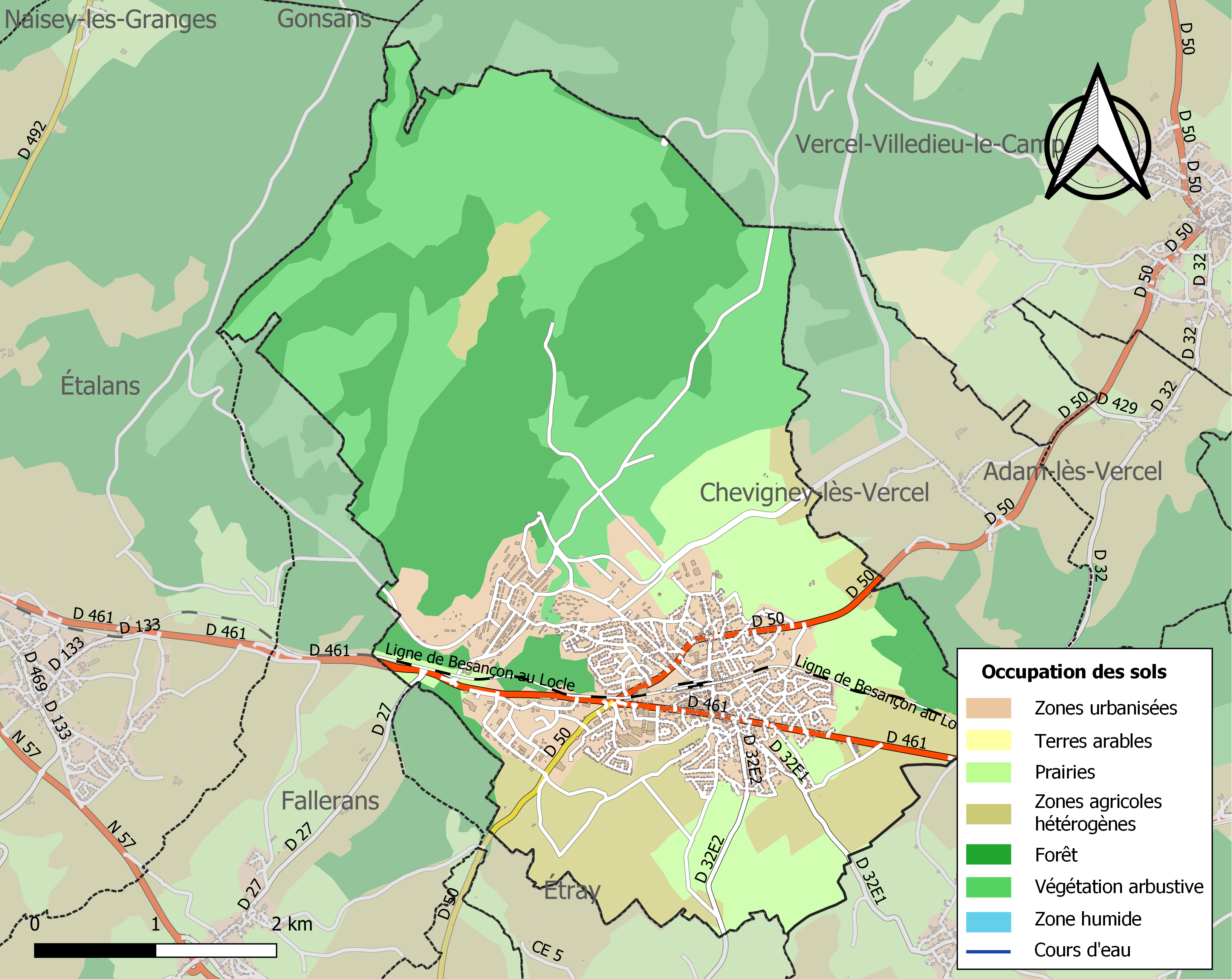
瓦尔达翁土地利用情况地图

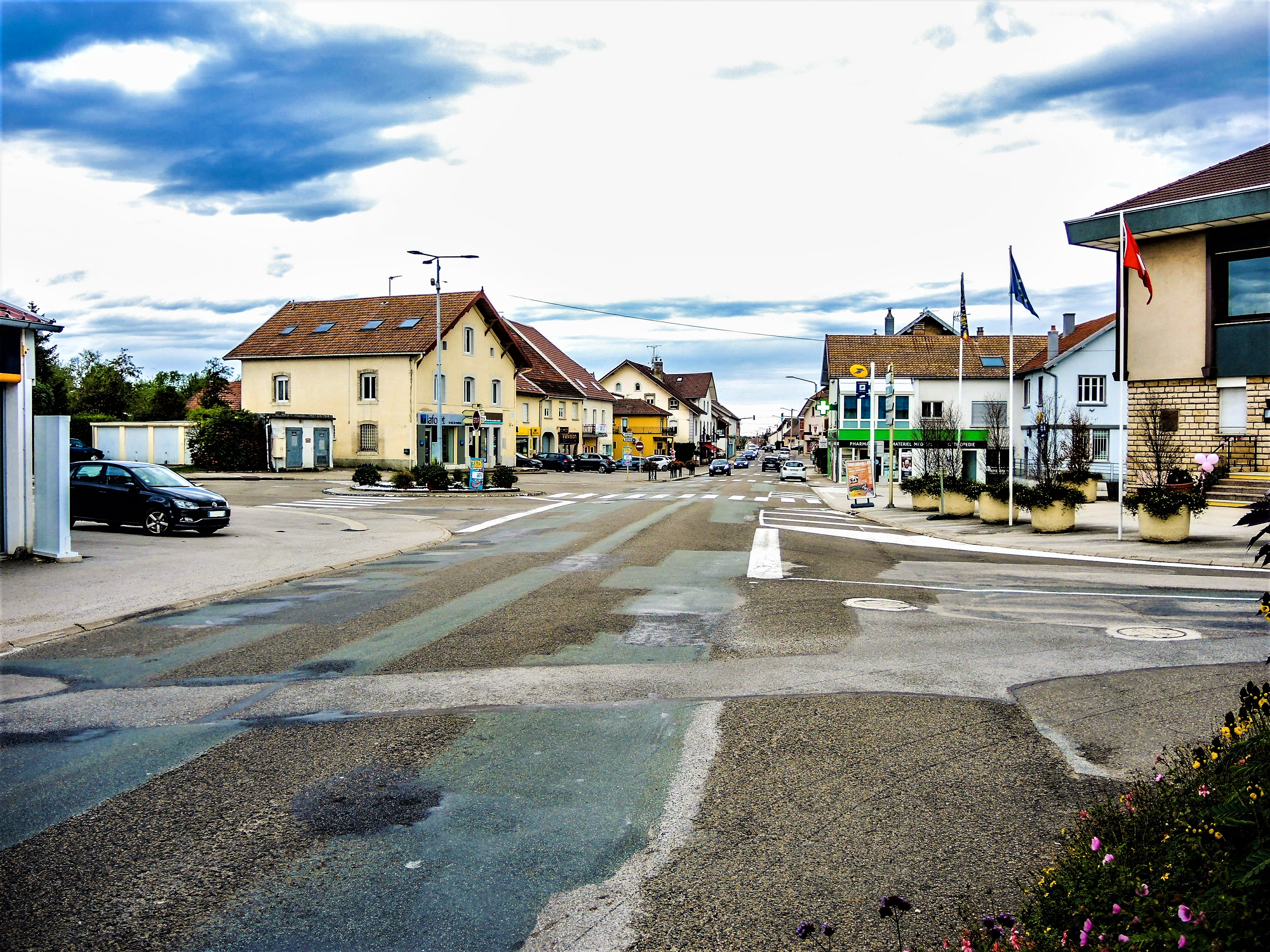
瓦尔达翁镇中心主干道

### 教育
瓦尔达翁属于贝桑松学区。截止2020年1月1日，瓦尔达翁境内共有2所幼儿园、2所小学和1所初级中学。2018至2019学年度，瓦尔达翁境内共有在校中等教育阶段学生568名。

### 医疗
截止2020年1月1日，瓦尔达翁境内共有全科医生4名、保健师8名、牙医8名、护士6名、皮肤科医生1名和助产士3名。境内共有药房2家、养老院1家、残疾人帮扶中心2家。
距离瓦尔达翁最近的区域性医疗机构为贝桑松大学区域中心医院），后者是法国的一个大学教学医院，其主病区位于贝桑松市区西部，距离瓦尔达翁市区的正常车程在半小时以内，该院设有床位1,253个，是当地规模最大的公立综合性医院。

### 住房
2018年，瓦尔达翁境内共有各类住房2,383套，其中56.7%为独立式居民区，41.5%为集中式居民区。常住房屋占瓦尔达翁市镇范围内居民建筑总量的93.5%。
在住房保障政策方面，2020年，瓦尔达翁境内共有386户家庭获得了住房经济补助，受益人数占总人口数量的6.8%，其中366份为房租补助。

### 商业
2019年，瓦尔达翁境内共有各类实体商铺182家，其中餐厅25家、大型超市7家、杂货店2家、面包房5家、肉铺4家、书店2家、银行门店4家、美容美发店11家、汽车维修店10家。市区西部建有开放式商业街区，有Super U、Lidl、E.Leclerc等购物商场。

### 体育
2020年，瓦尔达翁境内共有1家游泳池、3间体育馆、2座综合体育场、2处网球场、2处足球或橄榄球场以及1处篮球或排球场。
截至2022年8月，瓦尔达翁-韦尔塞勒足球俱乐部（FC Valdahon Vercel，编号548380）是瓦尔达翁境内唯一的注册足球俱乐部。该足球队成立于1999年，其主队2022至2023赛季参加勃艮第-弗朗什-孔泰大区足球联赛甲组（法国第六级别），其主场为拉孔布布尔东球场（Stade de la Combe Bourdon）。

### 环境
瓦尔达翁的环境事务由其所属的上杜门市镇公共社区联合各级政府协调负责。2019年，瓦尔达翁境内暂无污染企业。

### 治安
2019年，瓦尔达翁市镇范围内有1处宪兵队。
瓦尔达翁及其附近的共147个市镇是国家宪兵队（zone gendarmerie de Pontarlier）的管辖范围。2020年，该宪兵队累计记录各类案件2,283起，其中盗窃类案件936起，经济类案件449起，毒品交易类案件152起。

## 文化

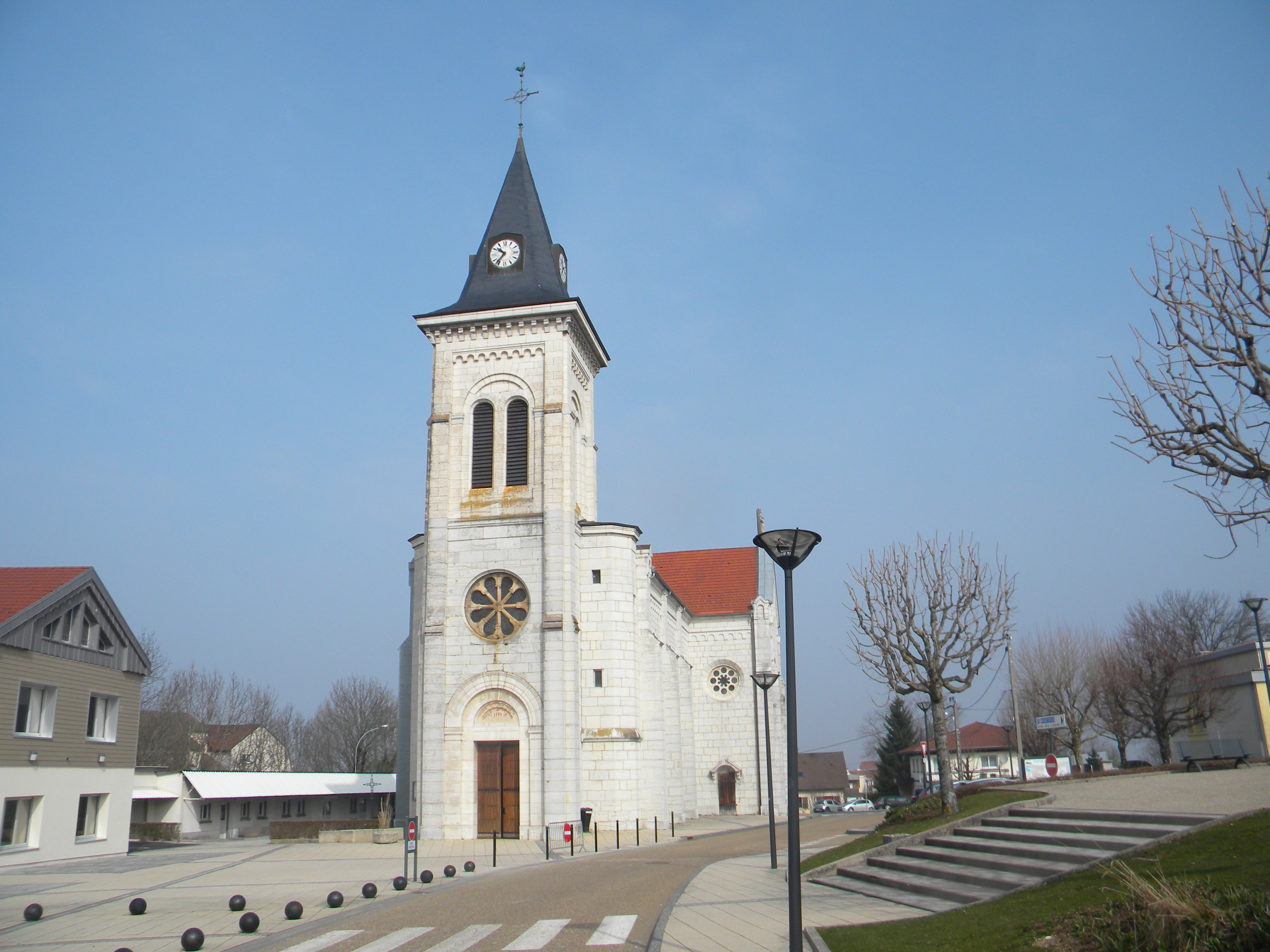
圣米歇尔教堂

2020年，瓦尔达翁境内有1家电影院。瓦尔达翁市政府提供布拉绍特多媒体中心（Médiathèque Brachotte），每周二、三、五、六向公众开放。

### 建筑
瓦尔达翁境内有多处历史建筑，其中镇中心的圣米歇尔教堂（Église Saint-Michel de Valdahon）是当地的地标性建筑物。

### 旅游
瓦尔达翁的旅游事务由其所属的上杜门市镇公共社区负责。2021年，瓦尔达翁境内共有1家酒店共计24间房间。

### 媒体
法国主要的媒体均可在瓦尔达翁接收，法国电视三台下属的勃艮第-弗朗什-孔泰大区频道在部分时段播出瓦尔达翁所属区域的地方新闻。蓝色法兰西贝桑松广播、BIP广播、《东部共和国人报》等是当地主要的地方媒体。

## 友好城市
截至2022年8月，瓦尔达翁共与一座城市互为友好城市关系：
- 德国 毛尔布龙